# Seebach (Bade-Wurtemberg)
Pour les articles homonymes, voir Seebach (homonymie).
Seebach est une commune de Bade-Wurtemberg (Allemagne), située dans l'arrondissement de l'Ortenau, dans le district de Fribourg-en-Brisgau. On y recense 1 382 habitants (en décembre 2015).
Sur le territoire de la commune s'étend le lac Mummel, autour duquel a été développé un parcours artistique, le Kunstpfad am Mummelsee.